# Чајни врт
Чајни врт (茶庭, рођи теиен, чанива врт) је један од традиционалних јапанских вртова. Назив стила овог врта рођи настао је од имена за стазу росе која је обично од ломљених камених плоча, којом се долази до чајне куће и дуж које се посетилац медитацијом припрема за церемонију. Стаза је увек влажна и зелена, тако да изгледа као удаљени планински путељак и нема цветова јарких боја који би одвраћали пажњу од медитације.

## Организација простора
Постоји спољни врт - сото рођи (1), са капијом (2) и покривеном сеницом (3) где гости чекају на позив да уђу, а онда пролазе кроз капију (4) у унутрашњи врт - ући рођи (5) где су обично лантерне (6) и обавезно чозубачи или цукубаи (7) где се перу руке и испирају уста и тиме постиже прочишћење, пре уласка у саму чајну кућу или ступања на плато (8) уколико је церемонија на отвореном. Ране чајне куће нису имале прозоре, али касније су биле са зидовима који су се отварали да би се видео врт. 
Врт је мали и стално наводњаван да би био влажан и зелен. Обично има трешњино дрво или брест због боје у врту и не садржи друге егзотичне биљке или атрактивно цвеће које би привлачило пажњу посетилаца. Стаза росе (9) води до улаза у чајну кућу. Дуж пута је клупа за чекање за госте и цукубаи близу куће, где гости, по прочишћењу, улазе у чајну кућу кроз мала четвртаста врата (ниџири гучи) „врата кроз која се пузи“, што захтева дубоко клањање да би се ушло. Сен но Рикју (1522–1591) прописује и да врт треба да се остави непочишћен неколико сати пре церемоније, како би лишће било расуто на природан начин по стази. 

## Историјат
Чајни вртови почели су да се подижу током Муромаћи (1333-1573) и Момојама епохе (1573-1600) као амбијент за чајну церемонију (чаноју) и заснива се на једноставном концепту: "Лепота је у једноставности". После Муромаћи епохе, чајна церемонија постаје саставни део јапанске културе. Чај је дошао у Јапан преко кинеских будистичких свештеника, који су га користили да би остали будни током дугих медитација. Први велики мајстор чаја био је, Рикју, који је дефинисао до најситнијих детаља изглед и правила чајне куће и чајног врта поштијући принцип ваби (侘び) „трезвеност, префињеност и мирноћа“ 
Према правилима Рикјуа, чајна кућа треба да личи на колибу монаха-пустињака, да је мала, врло једноставне дрвене конструкције и често са кровом од сламе (“сламеним шеширом”). У унутрашњости треба да има толико простора да могу да се рашире две татами простирке од пиринчане сламе, а једина декорација која је дозвољена је свитак са натписом и граном дрвета ако нема поглед на врт. Крајем XVI века и током Едо епохе отпочела је широка употреба новог стила јапанске архитектуре, названог сукија-зукури што значи „грађевина одабраног укуса“ па су и чајне куће почеле да се граде у овом стилу. Још касније зидови чајних кућа постали су помични и обезбеђивали су урамљене погледе на врт – кућа и врт постали су једно. 